# Андре-Франк Замбо Ангиса
Андре́-Франк Замбо́ Ангиса́ (на френски: André-Frank Zambo Anguissa) е камерунски футболист, полузащитник, който играе за клуба от Серия А Наполи.

## Кариера
Замбо Ангиса преминава в Олимпик Марсилия от Стад дьо Реймс през 2015 г. Неговият дебют за клуба е на 17 септември 2015 г. срещу Гронинген в мач от груповата фаза на Лига Европа. 3 дни по-късно прави дебют и във френската Лига 1 срещу Олимпик Лион.
На 16 май 2018 г. играе във финала на Лига Европа, който Марсилия губи от Атлетико Мадрид на Парк Олимпик Лионе в Лион, Франция.

### Фулъм
През август 2018 г. е трансфериран във ФК Фулъм и е отдаден под наем на Виляреал през юли 2019 г. след изпадането на Фулъм от Висшата лига. Замбо Ангиса прави своя дебют за Виляреал на 17 август, като изиграва пълни 90 минути в домакинското равенство 4:4 срещу Гранада.
На 31 август 2021 г. подписва нов тригодишен договор с клуба от Чемпиъншип, преди да се отправи под наем към Наполи за сезон 2021/22.

### Наполи
На 26 май 2022 г. Наполи закупува правата на Замбо Ангиса от Фулъм. На 7 септември той отбелязва първия си гол в Шампионската лига при победата с 4:1 над Ливърпул. На 1 октомври отбелязва първи гол в Серия А при победата с 3:1 над Торино.

## Национален отбор
Първият му мач за националния отбор е на 24 март 2017 г. срещу Тунис.

### Голове
| No | Дата        | Място                                         | Съперник  | Голове | Резултат | Турнир                      |
| -- | ----------- | --------------------------------------------- | --------- | ------ | -------- | --------------------------- |
| 1. | 22 юни 2017 | Санкт Петербург Арена, Санкт Петербург, Русия | Австралия | 1:0    | 1:1      | Купа на конфедерациите 2017 |

## Успехи

### Отборни
Наполи
- Серия А: 2022/23, 2024/25